# Уряд Таїланду
Уряд Таїланду — вищий орган виконавчої влади Таїланду. Є унітарним урядом Королівства Таїланд. Країна виникла як сучасна національна держава після заснування династії Чакрі та міста Бангкок у 1782 році. Революція 1932 року поклала кінець абсолютній монархії та замінила її конституційною монархією.
Відтоді країною керувала низка воєначальників, встановлених після державних переворотів, останній у травні 2014 року, та кількох демократичних інтервалів. Конституція Таїланду 2007 року (розроблену призначеною військовою радою, але схвалену референдумом) було скасовано переворотами 2014 року, які керували країною як військова диктатура.

## Голова уряду
- Прем'єр-міністр — генерал Прают Чан-Оча (англ. Prayut Chan-ocha).
- Віце-прем'єр-міністр — генерал Правіт Вонгсуван (англ. Prawit Wongsuwan).
- Віце-прем'єр-міністр — Сомхіт Чатусіфітак (англ. Somkhit Chatusiphithak).
- Віце-прем'єр-міністр — повітряний маршал Прачин Чантонг (англ. Prachin Chantong).
- Віце-прем'єр-міністр — адмірал Наронг Фіфаттанасай (англ. Narong Phiphatthanasai).
- Віце-прем'єр-міністр — генерал Танасак Патімапракон (англ. Thanasak Patimaprakon).
- Віце-прем'єр-міністр — Віссану Круеа-Нгам (англ. Wissanu Kruea-Ngam).

## Кабінет міністрів
Склад чинного уряду подано станом на 20 грудня 2016 року.
| Логотип | Міністерство                                       | Міністр                                              | Фото | Час на посаді | Час на посаді | Партія | Партія | Вебсайт |
| ------- | -------------------------------------------------- | ---------------------------------------------------- | ---- | ------------- | ------------- | ------ | ------ | ------- |
|         | Міністр офісу прем'єр-міністра Таїланду            | Омсін Чівафруек (Omsin Chiwaphruek)                  |      |               |               |        |        |         |
|         | Міністр офісу прем'єр-міністра Таїланду            | Сувіт Месінсі (Suwit Mesinsi)                        |      |               |               |        |        |         |
|         | Міністерство внутрішніх справ                      | генерал Анупонг Паочинда (Anupong Paochinda)         |      |               |               |        |        |         |
|         | Міністерство екології та природних ресурсів        | генерал Сурасак Канчанарат (Surasak Kanchanarat)     |      |               |               |        |        |         |
|         | Міністерство енергетики                            | Анантафон Канчанарат (Anantaphon Kanchanarat)        |      |               |               |        |        |         |
|         | Міністерство закордонних справ                     | Дон Прамудвінай (Don Pramudwinai)                    |      |               |               |        |        |         |
|         | Міністерство культури                              | Віра Ротфотчанарат (Wira Rotphotchanarat)            |      |               |               |        |        |         |
|         | Міністерство науки і технології                    | Анчака Сібунруенг (Anchaka Sibunrueang)              |      |               |               |        |        |         |
|         | Міністерство оборони                               | генерал Правіт Вонгсуван (Prawit Wongsuwan)          |      |               |               |        |        |         |
|         | Міністерство освіти                                | Тіракіат Чароенсеттасін (Thirakiat Charoensetthasin) |      |               |               |        |        |         |
|         | Міністерство охорони здоров'я                      | Піясакон Саконсатаятон (Piyasakon Sakonsatayathon)   |      |               |               |        |        |         |
|         | Міністерство праці                                 | генерал Сірічай Діттакун (Sirichai Ditthakun)        |      |               |               |        |        |         |
|         | Міністерство промисловості                         | Уттама Саванаяна (Uttama Sawanayana)                 |      |               |               |        |        |         |
|         | Міністерство соціального розвитку та безпеки людей | Адун Сангсінгкев (Adun Sangsingkaew)                 |      |               |               |        |        |         |
|         | Міністерство сільського господарства і кооперації  | генерал Чатчай Сарікан (Chatchai Sarikan)            |      |               |               |        |        |         |
|         | Міністерство торгівлі                              | Афіраді Тантрафон (Aphiradi Tantraphon)              |      |               |               |        |        |         |
|         | Міністерство транспорту                            | Ахом Тоемфіттаяфісіт (Akhom Toemphitthayaphisit)     |      |               |               |        |        |         |
|         | Міністерство туризму і спорту                      | Копкан Ваттанаварангкун (Kopkan Watthanawarangkun)   |      |               |               |        |        |         |
|         | Міністерство фінансів                              | Афісак Тантіворавонг (Aphisak Tantiworawong)         |      |               |               |        |        |         |
|         | Міністерство цифрової економіки та суспільства     | Фічет Дуронгхаварот (Phichet Durongkhawarot)         |      |               |               |        |        |         |
|         | Міністерство юстиції                               | Сувафан Таніваттана (Suwaphan Tanywatthana)          |      |               |               |        |        |         |